# Cayuga (Texas)
Cayuga è una comunità non incorporata degli Stati Uniti d'America della contea di Anderson nello Stato del Texas.

## Geografia fisica
Cayuga si trova all'incrocio tra l'U.S. Route 287 e la Farm Road 59, cinque miglia ad est del fiume Trinity, nella parte nord-ovest della contea di Anderson.

## Cultura

### Istruzione
Cayuga è servita dal Cayuga Independent School District.